# Фокин, Александр Иванович (художник)
Александр Иванович Фокин (род. 15 мая 1958 года, Сосновоборский район, Пензенская область, РСФСР, СССР) — российский художник декоративно-прикладного искусства, член-корреспондент Российской академии художеств (2012).

## Биография

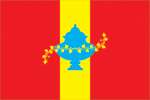
Флаг Никольского района Пензенской области

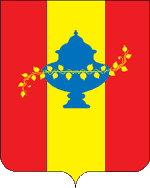
Герб Никольского района Пензенской области

Родился 15 мая 1958 года в дер. Ивановка Сосновоборского района Пензенской области, живёт и работает в г. Никольске Пензенской области.
В 1981 году — окончил Пензенское художественное училище имени К. А. Савицкого, в 1987 году — Ленинградское высшее художественно-промышленное училище имени В. И. Мухиной.
С 1987 по 1997 годы — главный художник Никольского стеклозавода.
С 2003 по 2006 годы — преподаватель специальных дисциплин Пензенского художественного училища имени К. А. Савицкого.
С 2005 года — член правления Пензенской организации Союза художников России.
В 2012 году — избран членом-корреспондентом Российской академии художеств от Отделения декоративных искусств.

## Творческая деятельность
Некоторые произведения: декоративные композиции «Деревенские весельчаки», «Пейзаж с упавшим деревом», «Разрубающий путы», «Большое дерево», «Затерявшаяся луна», «…там, где ночь встречается с днем», «Парк», «Деревья»; портрет «Антон»; декоративный объект «Призыв».
С 1984 года — участник всероссийских, зональных, областных выставок.
Один из авторов символики Никольского района Пензенской области.

## Награды
- Заслуженный художник Российской Федерации (2007)[1]
- Дипломы Губернатора Пензенской области: «За достижения в области культуры» (2003), «За серию портретов» (2006), «За реализацию международных проектов» (2012)